# Marisha Shine
Marisha Shine (ukrainisch Маріша Шайн, wiss. Transliteration Mariša Šajn/Marischa Schajn; in Kiew) ist eine in den Vereinigten Staaten lebende ukrainische Schauspielerin und Model.

## Leben
Shine wurde in Kiew, Hauptstadt der Ukraine, geboren. Eine erste Mitwirkung in einer Fernsehproduktion konnte sie 2012 als Episodendarstellerin in der Fernsehserie Castle verzeichnen. 2013 wirkte sie in den Musikvideos zum Lied It's A Beautiful Day des Sängers Michael Bublé und in Work Bitch von Britney Spears mit. 2015 hatte sie Nebenrollen in den Filmen Teeth and Blood und Entourage. 2020 verkörperte sie im Actionfilm Airliner Sky Battle mit der Rolle der russische Terroristin Yulia, die versucht mit ihren Komplizen, ein Passagierflugzeug in ein Kernkraftwerk zu stürzen, um einen Fallout zu provozieren, eine der Antagonisten des Films. 2022 stellte sie in Moon Crash, einem Mockbuster zu Roland Emmerichs Katastrophenfilm Moonfall, die Rolle der Nina dar.

## Filmografie (Auswahl)
- 2012: Castle (Fernsehserie, Episode 4x18)
- 2015: Teeth and Blood
- 2015: Entourage
- 2020: Airliner Sky Battle
- 2022: Moon Crash